# Guido Leto
Guido Leto (Palermo, 5 novembre 1895 – Roma, 1956) è stato un poliziotto italiano noto principalmente per aver guidato dal 1938 al 1945 l'OVRA, la polizia politica fascista. La sua carriera, iniziata nel primo dopoguerra, si snodò durante il Governo Mussolini, il Governo Badoglio I e nella Repubblica Sociale Italiana, per concludersi nel secondo dopoguerra nella polizia della neonata democrazia italiana.

## Biografia

### La carriera nel governo fascista
Laureato in Giurisprudenza, entrò nel servizio pubblico nel 1919 (dal 1922 presso il Ministero dell'interno). A partire dal 1926 iniziò a lavorare con il capo della polizia Francesco Crispo Moncada. Subito dopo l'attentato di Violet Gibson contro Mussolini gli fu affidato l'incarico di raccogliere informazioni a Dublino, al fine di escludere che dietro all'evento vi fossero dei mandanti internazionali. Rientrato in Italia, Leto riferì del proprio convincimento che la Gibson fosse effettivamente una squilibrata ed avesse agito di propria iniziativa.
Dopo il fallito attentato di Gino Lucetti, Crispo Moncada fu sostituito dal prefetto di Genova Arturo Bocchini, con il quale Leto instaurò un legame professionale molto forte.
Leto entrò a far parte dell'Ufficio speciale movimento sovversivo (istituito nel 1925 e rimasto operativo come entità autonoma fino al 1930). Prese parte, assieme a Michelangelo Di Stefano, alle indagini che seguirono l'attentato a Vittorio Emanuele III del 1928. Le indagini condussero all'arresto di diversi esponenti del gruppo Giustizia e Libertà. In questo contesto maturò la scelta del suicidio di Umberto Ceva, uno dei coimputati. Nel 1931 si ebbero infine le condanne da parte del Tribunale speciale per la difesa dello Stato di altri esponenti di rilievo di GL, quali Ernesto Rossi e Riccardo Bauer, senza che tuttavia si giungesse a dimostrare la loro responsabilità nell'attentato.
Leto venne nominato vicequestore nel 1932, questore di seconda classe nel 1936 e di prima classe nel 1938. Nel 1935 venne nominato capo della Divisione Affari Generali e Riservati (DAGR). Per la sua conoscenza delle lingue straniere ebbe spesso incarichi all'estero e rapporti con gli omologhi di vari Paesi. Fu inoltre membro dell'Associazione dei capi di polizia degli Usa e della Commissione internazionale di polizia criminale.

### La polizia politica
Nell'ottobre 1938 succedette a Michelangelo Di Stefano alla guida della Divisione di Polizia Politica del Ministero dell'Interno su nomina di Bocchini. Dopo l'inizio della seconda guerra mondiale, su incarico del capo della polizia, Leto dispose la raccolta di informazioni presso i questori dei sentimenti degli italiani nei confronti della guerra. Le relazioni, che sarebbero state rese segrete, avrebbero dovuto essere raccolte con la massima onestà, creando un quadro il più fedele possibile dei sentimenti della popolazione. I documenti raccolti, da cui emergeva una vasta opposizione alla guerra, furono poi condensati in un'unica relazione da parte dello stesso Leto.

### Il ruolo nella Repubblica Sociale Italiana
Nei momenti convulsi della caduta del fascismo Leto poté giovarsi della protezione accordata ad un amico di famiglia, Rosario Bentivegna, già compagno di università e amico del figlio Disma. Sebbene fosse infatti in programma la sua uccisione da parte dei GAP romani, Bentivegna riuscì a sventare tale progetto.
Successivamente Leto aderì alla RSI, divenendo capo della polizia politica. Si trasferì nel marzo del 1944 a Valdagno, recando con sé una parte corposa dell'archivio dell'OVRA, che fu ospitato nei locali delle opere sociali del lanificio proprietà del conte Gaetano Marzotto. Alla caduta del fascismo Leto sarebbe stato temporaneamente confermato dalle autorità alleate quale conservatore e responsabile del suddetto archivio (in seguito trasportato a Roma nelle cantine del Viminale). Come riporta Giuseppe De Lutiis, una volta giunto a Roma, l'archivio venne letteralmente saccheggiato per non far figurare nell'elenco dei confidenti i nomi di alcuni personaggi che erano riusciti a rifarsi una verginità democratica. Leto, tornato a Roma nel 1945, fu arrestato e ristretto in carcere a Regina Coeli. Fu sottoposto alla commissione di epurazione, di cui scrisse nello Zibaldone di polizia in un capitolo dal titolo: “Il fallimento dell’epurazione nel settore della polizia”. 
Durante la detenzione a Regina Coeli, il 27 settembre 1945 Leto fu prelevato e portato nell'abitazione sulla via Appia di Mario Spallone, medico carcerario e amico di Togliatti. Ivi fu lungamente interrogato da Palmiro Togliatti, per poi essere ricondotto in cella. Analogo trattamento ebbe due giorni dopo. Prelevato dalla cella dal vicecommissario Marcello Guida (ex direttore della colonia penale di Ventotene), venne condotto nell'abitazione di Pietro Nenni, del PSI, presso la quale rimase circa un'ora e mezza.
Il 12 aprile del 1946 venne assolto in Corte d'appello da tutte le imputazioni ascrittegli.

### Gli ultimi anni e la morte
Reintegrato nel 1948, fu richiamato da Federico Umberto D'Amato con il compito di riattivare i servizi segreti italiani, che non erano mai stati realmente smantellati alla fine della guerra. Nel 1951 terminò la sua carriera nella P.S. come Direttore tecnico delle scuole di polizia. 
Dopo il suo pensionamento dalla polizia, il conte Marzotto, conosciuto a Valdagno, lo nominò direttore della sua catena di alberghi Jolly Hotels. 
Morì nel 1956.
Il regista Marco Leto era suo figlio.

## Pubblicazioni
- Ovra: fascismo, antifascismo, Cappelli, Bologna, 1951.
- Polizia segreta in Italia, Vito Bianco, Roma, 1961.
- Zibaldone di polizia, Mediterranee, Roma, 1974.